# Museo de Artes de África IFAN
El Museo de Arte Africano, conocido como Museo de Dakar IFAN o Museo Theodore Monod de Arte Africano últimamente, es un museo situado en Dakar y parte del Instituto Fundamental del África Negra (IFAN), dentro de la Universidad Cheikh Anta Diop.
Es parte de los sitios oficiales de alojamiento de las obras expuestas en la Bienal de Dakar.

## Historia
Situado en la plaza de Soweto, el edificio fue construido en 1931 en el estilo sudanés, en un principio albergó la sede de la Administración General de la FWA, el museo, después de la fundación en 1936 por Theodore Monod del Instituto francés del África Negra (IFAN), que cambiará su nombre sin cambiar el acrónimo en la década de 1960. Sólo en ese momento que los fondos están realmente disponibles para el público. Sin embargo, las fechas objeto primer disco desde 1941.
El museo fue renovado en 1995. Entre enero de 2005 y febrero de 2008, el comisario fue Abdoulaye Camara.
Conocida desde hace tiempo como el Museo de Arte Africano, cambió su nombre en 2007 por Decreto Presidencial N º 2007-1528 de 13 de diciembre de 2007 y por el de: Museo Theodore Monod de Arte Africano.

## Colecciones
Véase también: Cultura de Senegal

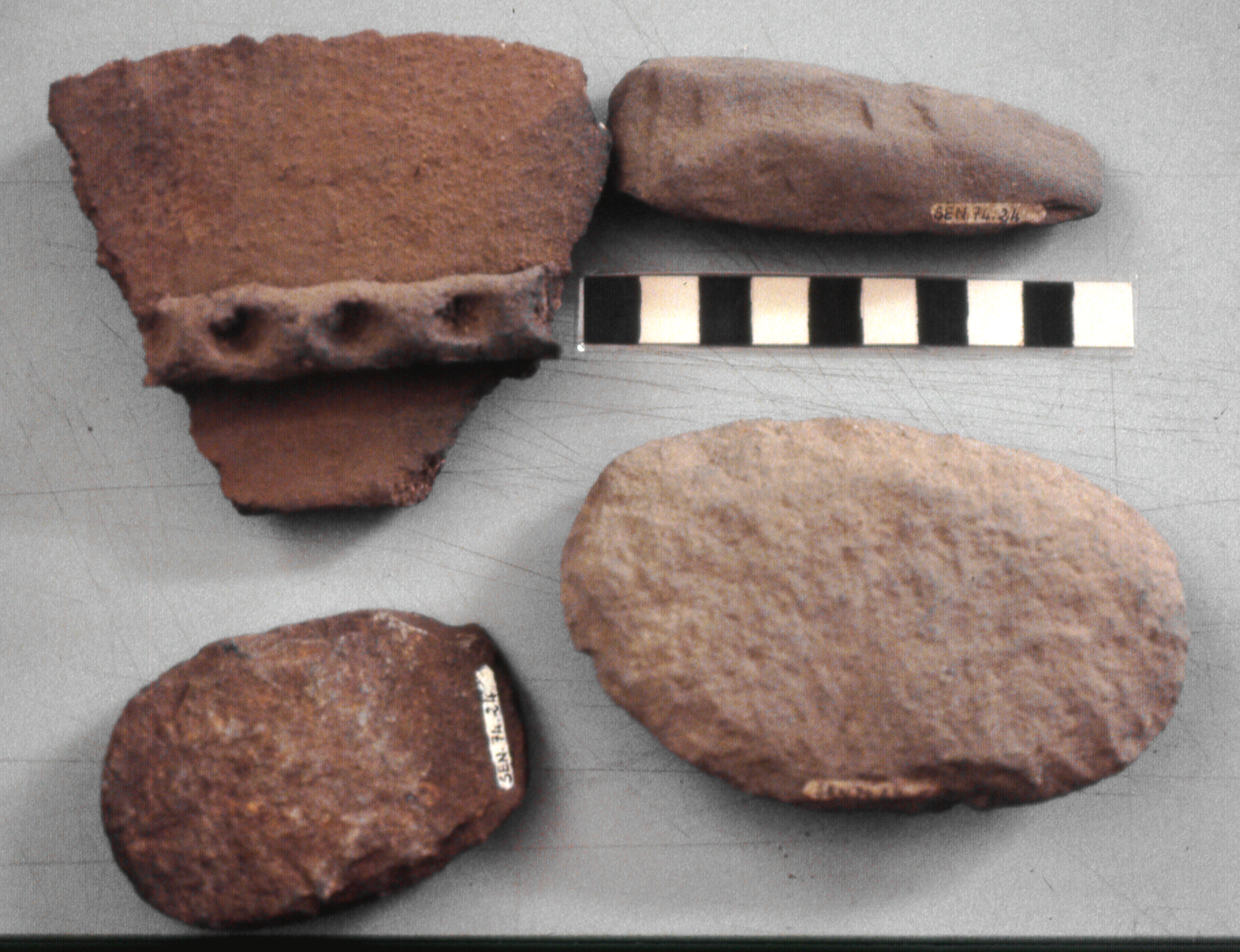
Artefacto arqueológico prehistórico de Senegal.

El museo está dedicado a las artes y las tradiciones de África occidental y cuenta con aproximadamente 9.000 objetos de los cuales unos 300 se presentan al público de forma permanente.
Aunque menores, tiene similitudes con el Museo del Hombre en París, con muchas situaciones de la vida cotidiana, como los ritos de apaciguamiento entre los Yoruba de Nigeria o las salidas de máscaras en Senufo de Costa de Marfil. Si las máscaras están bien representadas, también hay elementos como estatuas talladas, puertas, asientos o tambores. El papel del oro en el comercio trans-sahariano es mencionado por una serie de cuadros y joyas diversas. Los ejemplos de la artesanía principal de África occidental están expuestos: alfarería, cerámica, textiles y cestería entre una gran variedad de colores y materiales.